# Verliebtheit

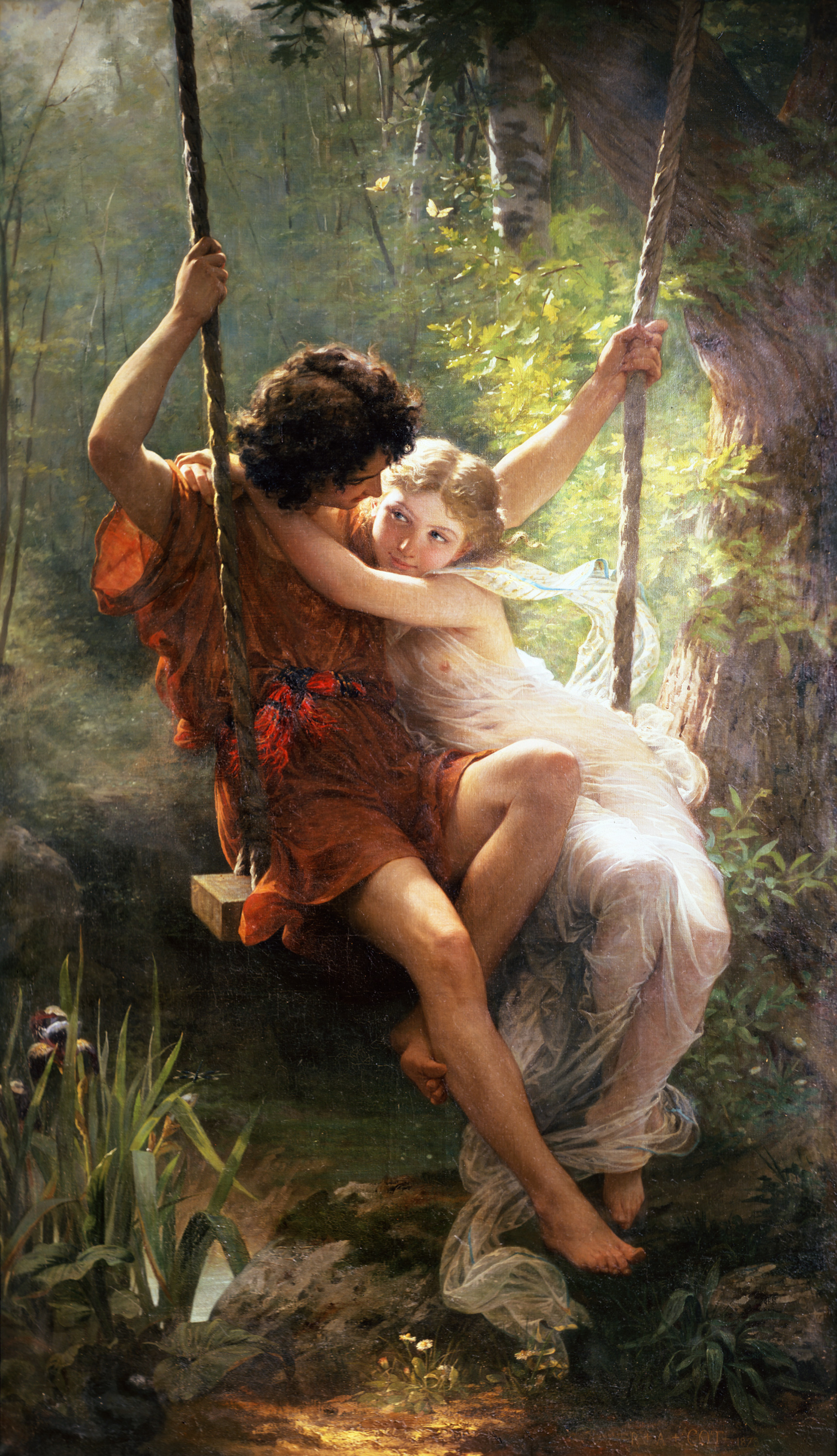
Verliebtheit, dargestellt in Pierre Auguste Cots Gemälde von 1873: Der Frühling

Verliebtheit bezeichnet den emotionalen Zustand der romantischen Anziehung zu einer anderen Person, verbunden mit der Sehnsucht, mit ihr eine exklusive (falls nicht polyamor veranlagt), intime und gefühlsintensive Beziehung einzugehen. Psychologisch gesehen ist es ein durch das neuronale Belohnungssystem unterstützter Drang zur Befriedigung eines psychischen Mangelgefühls und mit seelischen und körperlichen Suchtmerkmalen und kognitiven Verzerrungen verbunden.
Die Gefühle des Verliebtseins müssen nicht erwidert werden (siehe auch unerwiderte Liebe). Die Intensität von Verliebtheit reicht von leichter Star-Schwärmerei über leidenschaftliche Zuneigung bis hin zu zwanghaft obsessiven Formen oder dem Liebeswahn, der wahnhaft ausgeprägten „Liebe“ zu einer meist unerreichbaren Person.
Leidenschaftliche Verliebtheit ist kein Dauerzustand, sondern eine zeitlich begrenzte Phase.(a) Sie kann in reife, beständige, tiefe Liebe übergehen. Menschen, die keine romantische Anziehung verspüren, bezeichnen sich als aromantisch.

## Psychologie

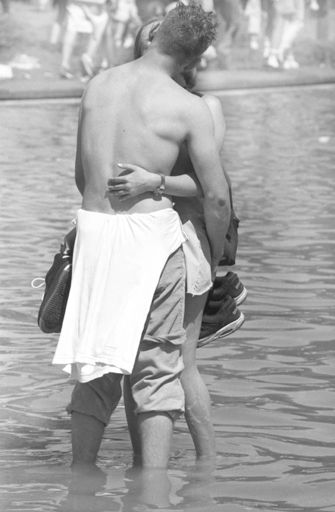
Körperliches Verlangen: Kuss als Ausdruck von Liebe. Loveparade, Berlin (1999)

Die psychischen Mechanismen des Verliebens werden in der Sozialpsychologie im Rahmen der Psychologie der interpersonellen Anziehung erforscht und beschrieben.

### Abgrenzung zwischen Liebe, Verliebtheit und sexuellem Verlangen
Der Übergang zwischen diesen drei Begriffen ist, vor allem im allgemeinen Sprachgebrauch, fließend. Der Unterteilung der romantischen Liebe in leidenschaftliche und in kameradschaftliche Liebe folgend, ist die Verliebtheit der durch ein hohes Erregungspotential geprägten leidenschaftlichen Liebe zuzuordnen.
Verliebtheit, im Sinne eines Annäherungsschemas zur Befriedigung psychischer Grundbedürfnisse (insbesondere dem der Selbstwerterhöhung) ist tendenziell auf das eigene Glücksgefühl ausgerichtet. Je nach Intensität des empfundenen Mangels und dem sich daraus ergebenden Drang zur Bedürfnisbefriedigung entwickelt sich durch die erlebte, erhoffte oder hineinprojizierte Fremdbestätigung durch die andere Person ein „gespiegeltes Selbstwertempfinden“, wodurch Verliebtheit bei Ablehnung oder Trennung auch in abgrundtiefen Hass oder in eine starke Selbstentwertung bis hin zum Suizid umschlagen kann (siehe Artikel zu unerwiderter Liebe). Die existentielle Bedeutung dieses gespiegelten Selbstwertempfindens und der ihm innewohnende Drang bis hin zur kompletten Realitätsverzerrung wird insbesondere beim Liebeswahn oder beim Stalking deutlich.
Eine aus der Fülle gebende, altruistische Liebe erfordert dagegen ein stabiles, sich emotional selbstregulierendes und dadurch von Fremdbestätigung relativ unabhängiges Selbstempfinden. Die Partnerschaft bereichert das Leben emotional, ohne dass dies zu einer einschränkenden Abhängigkeit führt.
Bei der romantischen Verliebtheit steht das mit einer Person verbundene Lebensgefühl im Mittelpunkt. Sexuelles Verlangen und Begehren beruht dagegen auf der subjektiv wahrgenommenen Attraktivität der Person und benötigt nicht zwangsläufig das romantische Gefühl der seelischen Nähe und Geborgenheit. Fehlt die Verliebtheit, wird die andere Person weniger als Person, sondern mehr als Objekt wahrgenommen.

### Gründe für Verliebtheit
Verliebtheit wird in der Sozialpsychologie als Liminalität, ein Phänomen der passionierten Liebe, betrachtet und äußert sich durch ein intensives Verlangen nach einer anderen Person, das von körperlichen Symptomen begleitet sein kann. Sie geht meist mit Sehnsucht einher.
Als Hauptgründe für den Vorgang des Sich-Verliebens werden beiderseitige Sympathie und physische Attraktivität genannt. Aron schrieb dazu, es scheine, als würden Menschen auf eine für sie attraktive Person warten, um dann etwas zu tun, was sie als „die andere Person mögen“ interpretieren können. Als zusätzliche Faktoren können auch die Ähnlichkeit zu oder die Häufigkeit der Interaktion mit einer anderen Person herangezogen werden. Diese Faktoren mögen in der Zeit, bevor man sich verliebt, eine Rolle spielen, da sie den Kreis der „akzeptablen“ Personen einschränken. Duck befand, dass der wichtigste Prädiktor romantischer Anziehungskraft physische Attraktivität sei, gefolgt von der eigenen Ähnlichkeit mit der anderen Person. Duck ging davon aus, dass die Qualität der Konversation ebenfalls ein möglicher Prädiktor von romantischer Anziehung sein könne, allerdings ließ sich diese Vermutung experimentell nicht bestätigen, weder bei Männern noch bei Frauen. Somit scheint es, dass physische Attraktivität und Ähnlichkeit weitaus wichtiger sind als der Inhalt von Gesprächen.
Besonders häufig kommt Verliebtheit auch in der Psychoanalyse vor (als sogenannte Übertragungsliebe) und wird dort als therapeutisches Mittel genutzt. So hatte bereits Sigmund Freud beobachtet, dass sich überdurchschnittlich viele Patientinnen in ihn verliebten, obwohl er kein überdurchschnittlich gutaussehender Mann war. Er betrachtete damals die Übertragungsliebe als Störfaktor innerhalb des therapeutischen Settings, während heute intensiv mit dieser gearbeitet wird.

### Kognitive Verzerrungen bei Verliebtheit
Verliebtheit wird nach Ansicht von Psychologen von einer Einengung des Bewusstseins begleitet, die zur Fehleinschätzung des Objektes der Zuneigung führen kann. Fehler des anderen können übersehen oder als besonders positive Attribute erlebt werden.
Die der Verliebtheit zugrundeliegende Projektion eines erstrebenswerten Lebensgefühls auf eine andere Person wird zumeist durch ein Informationsdefizit und dem erwarteten positiven Einfluss auf das eigene Befinden erleichtert und geht mit entsprechenden kognitiven Verzerrungen einher:
- Attraktiven Menschen werden in weitaus höherem Maß positive Eigenschaften zugeschrieben als weniger attraktiven (Halo-Effekt).
- Wir werden von Details angezogen, die unsere eigenen bestehenden Überzeugungen bestätigen.
- Wir projizieren unsere aktuelle Denkweise und Annahmen auf die Vergangenheit und Zukunft.
- Wir glauben zu wissen, was andere Leute denken.
- Wir neigen dazu, Geschichten und Muster zu finden, selbst wenn wir uns spärliche Daten ansehen.
- Wir bemerken Dinge, die bereits im Gedächtnis vorhanden sind oder oft wiederholt werden.

### Limerenz
Der Begriff Limerenz wurde 1979 von Dorothy Tennov, einer US-amerikanischen Professorin für Verhaltenspsychologie, mit ihrem Buch Love and Limerence eingeführt. Der Begriff beschreibt einen extremen Zustand des Verliebtseins, der bereits mehr ist als das sprichwörtliche „Kribbeln im Bauch“ und die damit verbundenen Verhaltensmuster. Limerenz ist gekennzeichnet durch ein stetiges, geradezu besessenes Denken an die geliebte Person, die sehnsüchtige Hoffnung auf Erwiderung der Gefühle, die ständige Furcht vor Zurückweisung, die Ausblendung negativer Attribute der geliebten Person, die Fokussierung der Sinneswahrnehmung auf Dinge und Vorfälle, die sich auf sie beziehen, sowie Schüchternheit und Unsicherheit in ihrer Anwesenheit. Limerenz gehe bei erfolgreichem Zustandekommen einer Beziehung in Liebe über; bleibt die Limerenz einseitig und wird nicht erwidert, klinge der Zustand selbstständig ab. Laut Tennov kann der Zustand von wenigen Monaten bis zu mehreren Jahren anhalten.

### Empirische Nachweise

#### Das Brückenexperiment
Das Gefühl der Verliebtheit kann mit Fehlattribution in Verbindung gebracht werden. 1974 führten Donald Dutton und Arthur Aron diesbezüglich ein Experiment durch: Auf einer schwankenden Fußgängerbrücke wurde eine attraktive Frau positioniert. Diese sprach Männer an, die die Brücke überquerten. Sie bat die Probanden um Mithilfe bei einer Forschungsarbeit und gab ihnen ihre private Telefonnummer mit dem Hinweis, die Versuchspersonen könnten sie anrufen, wenn sie noch eine Frage hätten. Dieselbe Frau sprach danach Männer an, die die Brücke bereits überquert hatten. Schließlich wurden die Anrufe ausgewertet. Es meldeten sich deutlich mehr Männer, die angesprochen wurden, während sie über die instabile Brücke gingen, als jene, die nach einer anschließenden Ruhepause angesprochen wurden. Die Forscher gingen davon aus, dass die Männer das Überqueren der wackeligen Brücke als aufregend und Angst erzeugend empfanden und dies als Verliebtheit interpretierten. Das Experiment lieferte damit einen ersten Hinweis darauf, dass es sich bei Verliebtheit auch um eine Form von Angstbindung handeln könnte. Möglicherweise erhöht eine als existentiell empfundene Gefahr den subtilen Drang, auf andere Personen die Befriedigung unseres Bedürfnisses nach Verbundenheit und Kontrolle zu projizieren. Die Abhängigkeit von existentiellen Angstgefühlen könnte die Ursache dafür sein, dass das Verliebtsein nicht dauerhafter Natur ist.(b)

## Neurobiologie
Angesichts der Komplexität der Gefühle vermuten Wissenschaftler die Beteiligung einer Vielzahl biochemischer Mechanismen an den Stimmungsänderungen zu Beginn einer Verliebtheit. Die Neurobiologie bezüglich dieses Zustandes ist noch wenig erforscht und die Forschungsergebnisse sind schwer interpretierbar.
Bei Verliebten wurden Veränderungen im Körperhaushalt bei Neurotransmittern und Neurohormonen nachgewiesen. Die Verbindung unseres Denkens und Fühlens mit dem Gastrointestinaltrakt resultiert in den sprichwörtlichen Schmetterlingen im Bauch als flatteriges Gefühl in der Magengegend.

### Dopamin
Bedingt durch vermehrte Ausschüttung der Botenstoffe Dopamin (der „Belohnungs-Neurotransmitter“) wird Verliebtheit von den meisten Menschen als außerordentliches Glücksgefühl empfunden. Dopamin-Ausschüttung im Gehirn von Verliebten konnte bildlich dokumentiert werden. Das Hochgefühl erleichtert die Vorstellung, sich auf eine monogame Sexualbeziehung einzulassen und die Verantwortung für eine eigene Familie zu bewältigen.

### Serotonin
Das Neurotransmitter Serotonin gilt als „Glücks-Botenstoff“. Bei einem Mangel können Ängste und Depressionen die Folge sein. Laut Kast und Fischer geht Verliebtheit mit niedrigem Serotoninspiegel einher, was paradox erscheinen mag, da Verliebtheit doch Glücksgefühle hervorruft und der Logik folgend eher ein extrem hoher Serotoninspiegel zu vermuten sei. Diesen scheinbaren Widerspruch erklärt die italienische Wissenschaftlerin Donatella Marazziti so, dass Verliebte auf ihr Objekt der Verliebtheit fixiert sind, ähnlich wie bei einer Zwangsstörung. Bei Patienten mit Zwängen werde eher zu wenig Serotonin im Blut nachgewiesen. Leidenschaftliche Verliebtheit und zwanghaftes Verhalten scheinen mit diesem Botenstoff einen gemeinsamen Faktor zu haben.

### Neurotrophin
Forschungen an der Universität Pavia (2005) ergaben bei frisch Verliebten einen erhöhten Wert des Neurotrophins NGF im Blut, wobei nach einem Jahr keine erhöhten Werte mehr festgestellt worden seien. Experten für Neurotrophin-Forschung an der Ruhr-Universität Bochum (2005) kamen ebenso zu der Vermutung, dass sich die Neurotrophin-Werte beim Verlieben verändern.
Neurotrophine („Nervennährstoffe“) sind körpereigene Signalstoffe/Botenstoffe, die zielgerichtete Verbindungen zwischen Nervenzellen bewirken und den Fortbestand neuronaler Verbindungen sichern. Sie tragen zur Gedächtnisbildung bei und spielen beim Aufbau und beim Abbau von neuen Nervennetzen eine große Rolle. Wissenschaftler vermuten, dass sie für die typische Euphorie am Beginn einer Liebesromanze verantwortlich seien.
Dies könnte beispielsweise dazu beitragen, dass Verliebte sich zuweilen in einem Zustand der Unzurechnungsfähigkeit befinden, sich zu irrationalen Handlungen hinreißen lassen und Hemmschwellen abbauen.

### Oxytocin
Bei Verliebten wurden erhöhte Werte des Hormons Oxytocin (Hormon für die „Basis des Vertrauens“, auch „Schmusehormon“) nachgewiesen. Soziale Interaktionen im Allgemeinen und die Entwicklung von engen zwischenmenschlichen Bindungen unterliegen seinem Einfluss, soziale Hemmschwellen werden herabgesenkt und das Vertrauen erhöht. Es hat eine wichtige Bedeutung zwischen Geschlechtspartnern beim Sex, eine wesentliche Bedeutung beim Geburtsprozess und beeinflusst das Verhalten zwischen Mutter und Kind.

### Testosteron
Forschungsergebnisse aus Befragungen in verschiedenen Kulturen ergaben, dass Frauen einen Mann suchen, der ein fürsorglicher Vater und treuer Partner ist und gleichzeitig über eine hohe Qualität seiner Gene verfügt. Aus dem Blickwinkel der hormonellen Wirkungsweise des Testosteron sind dies widersprüchliche Eigenschaften, da tendenziell ein hoher Testosteronspiegel als Zeichen für Stärke und Gesundheit gilt, einen Mann jedoch aggressiv und flatterhaft macht.
Italienische Wissenschaftler entdeckten, dass die Konzentration des männlichen Geschlechtshormons Testosteron im Blut bei verliebten Männern sinkt, während sie bei verliebten Frauen steigt. Das Ausschalten störender Unterschiede zwischen Mann und Frau könne ein harmonisches Miteinander zum Zweck haben, um zu sichern, dass aus der Verbindung Nachwuchs entstehe, vermuten die Wissenschaftler. Bei Wiederholungsmessungen nach einem Jahr oder zwei Jahren hatte sich der Hormonspiegel bei den Testpersonen wieder normalisiert.

## Partnerwahl
Tieruntersuchungen am Max-Planck-Institut für Immunbiologie erbrachten unter anderem Hinweise über einen Zusammenhang zwischen dem individuellen Immunsystem eines Lebewesens und der Partnerwahl. Über den Geruchssinn (olfaktorische Wahrnehmung) kann genetische Individualität und Verschiedenheit erfasst und bewertet werden. Dies scheint ein konservierter Mechanismus der Evolution zu sein, der durch die Wahl des geeigneten Partners den Nachkommen eine möglichst gute Überlebenschance bietet.
Das bedeutet auch für den Menschen, dass der Geruchssinn daran beteiligt ist, ob und in wen er sich verliebt. Claus Wedekind hat in seiner berühmten sweaty T-shirt-Studie 1995 nachgewiesen, dass auch der Mensch in der Lage ist, ohne dass er sich dessen bewusst wird, über den Eigengeruch eines anderen Menschen zu erkennen, wie dessen Immunsystem beschaffen ist. Damit für die Nachkommen durch Vererbung ein wehrhaftes Immunsystem möglich wird, ist es von Vorteil, dass beide Partner ein sehr verschiedenes Immunsystem haben. Sie sollten möglichst gegensätzlich (komplementär) ausfallen, damit deren Kombination beim Kind einen weiten Bereich abdecken kann.

## Ethnologie
Bei den indonesischen Makassaren wird Verliebtheit mit allen ihren körperlichen Nebenwirkungen als typisches Phänomen der Jugend, sogar als Krankheit angesehen. Betroffene sind überzeugt, deswegen dringend einen Heiler für eine Therapie dagegen aufsuchen zu müssen.